# Upplands runinskrifter 174
Upplands runinskrifter 174 är en försvunnen vikingatida runsten som funnits i Österåkers kyrka, Österåkers socken och Österåkers kommun. Runstenen ska, enligt Johannes Haquini Rhezelius funnits "i dörren" i kyrkan. Möjligen murades denna dörr igen vid kyrkans ombyggnad 1650. Runstenen har i vart fall varit försvunnen sedan dess.

## Inskriften
Translitterering av runraden:
[oka · uk · suin + auk × sifstain × litu × stain ...a... iftiʀ × kuik bruþur sin · an u-r · bruþru faþur kauki kauþuʀ]
Normalisering till runsvenska:
''oka ok Svæinn ok Sigstæinn(?) letu stæin ... æftiʀ Kvik, broður sinn. Hann v[a]ʀ bruþru faþur kauki kauþuʀ.
Översättning till nusvenska:
... och Sven och Sigsten läto [resa] stenen efter Kvick, sin broder. Han var ...